# پارک ملی ماچالیلا
پارک ملی ماچالیلا (اسپانیایی: Parque Nacional Machalilla‎) یک منطقهٔ حفاظتی واقع در اکوادور در نزدیکی پورتو لوپز و قصبهٔ روستایی ماچالیلا است.